# Білокур Оксана Анатоліївна
Окса́на Анато́ліївна Білоку́р (народилася 8 березня 2001, Родниківка) — українська футболістка, нападниця уманських «Пантер». Виступала за молодіжну збірну України, входила до символічної збірної 11-ти найкращих футболісток чемпіонату України. Чемпіонка України з пляжного футболу.

## Кар'єра
Народилася 8 березня 2001 року в селі Родниківці Уманського району на Черкащині. Вона з багатодітної родини: має брата та шість сестер.
В дитинстві захоплювалася карате, а вперше почала грати в футбол у восьмирічному віці. У школі тренер помітив Оксану, коли вона на перерві в шкільній формі грала з хлопцями в міні-футбол, та запропонував серйозніше займатися футболом. Наприкінці 2010 Оксана приєдналася до ДЮСШ уманської команди «Ятрань-Уманьферммаш», де її тренером був Юрій Деренюк. Вона одразу почала грати на позиції нападниці та здобула низку відзнак як найкраща бомбардирка дівочих та навіть юнацьких футбольних турнірів — зокрема, вона стала найбільш результативною в черкаському кубку Явора «Різдвяний» 2013 року серед хлопців 2002—2003 років народження.
З 2014 року викликається до дівочої збірної України (WU-15).
З 2015 виступає на дівочому рівні за уманські «Пантери», і в першому сезоні стала чемпіонкою та найкращою бомбардиркою чемпіонату України серед дівочих команд WU-14. У березні 2017 повторила це досягнення (чемпіонство й звання найкращої бомбардирки) вже на рівні WU-16.
2016 року дебютувала в дівочій збірній України (WU-17). У складі збірної брала участь у кваліфікаціях чемпіонатів Європи WU-17 2016 і 2017 років та здобула перемогу на Турнірі розвитку УЄФА 2017 року в Мінську.
29 квітня 2016 року дебютувала у вищій лізі чемпіонату України серед дорослих у матчі проти київського «Атекс-СДЮШОР №16». Уже в третьому матчі відзначилася забитим м'ячем: 29 травня Оксана Білокур забила своєму першому клубу «Ятрань-Базис-Уманьферммаш» в уманському дербі. У сезоні 2017/18 увійшла до п'ятірки найкращих бомбардирок чемпіонату, забивши 15 голів у 18 матчах.
У липні 2017 року в складі «Пантер» стала переможницею першого в історії чемпіонату України з пляжного футболу серед жінок, де відзначилася на турнірі чотирма голами.
2017 року отримала відзнаку «Найкращий молодий гравець України до 17 років». У 2018 році Оксана Білокур отримала стипендію Уманської міської ради.
У травні 2018 разом з «Пантерами» стала чемпіонкою України з футболу серед дівочих команд вищої ліги до 17 років, отримавши відзнаку як найкращий бомбардир турніру.
У липні 2018 в складі «Пантер» здобула бронзові медалі другого чемпіонату України з пляжного футболу серед жінок. Білокур забила на турнірі три голи: один у півфіналі, програному майбутнім переможницям з київського «AFC 5G», та два в матчі за третє місце.
У сезоні сезоні 2018/19 Білокур стала в 17-річному капітаном «Пантер», наймолодшою серед капітанів команд вищої ліги. Протягом сезону виступала замість улюбленої позиції нападниці переважно в захисті, а в наступному — найчастіше в півзахисті, через що її результативність знизилася. У кубку України серед жінок 2019/20 Білокур долучилася до рекорду: її команда на виїзді завдала «Луганочці-Спартак» найрозгромнішої поразки в історії українського жіночого футболу з рахунком 1:29, а вона стала найрезультативнішою в команді з 11 забитими м'ячами.
Саме на позиції півзахисниці за підсумками 2019 року Оксана Білокур увійшла до символічної збірної найкращих 11-ти гравців у жіночому футболі «Футбольні зірки України». В опитуванні ж видання «Жіночий футбол України» «Найкраща гравчиня чемпіонату України» Білокур посіла 9-те місце. Футболістка також отримала Подяку Уманського міського голови за активну участь в громадському житті міста, високі спортивні досягнення та підтримку спортивного іміджу міста Умань в Україні та за кордоном, та отримувала протягом року міську стипендію «Перспективним спортсменам».
За підсумками сезонів 2019/20 та 2020/21 входила до числа десяти найкращих бомбардирок вищої ліги чемпіонату України, а в сезоні 2020/21 також відзначилася найшвидшим голом, забивши «Буковинській надії» на 34-й секунді. У 2020 та 2021 Білокур продовжувала отримувати міську стипендію перспективним спортсменам.
Станом на 2019 рік навчається в Уманський гуманітарно-педагогічний коледж імені Тараса Шевченка. Головною мрією називає зіграти в Лізі чемпіонів УЄФА серед жінок, а улюбленою футболісткою — польку Єву Пайор.

## Статистика

### Статистика клубних виступів
| Сезон   | Команда           | Чемпіонат | Чемпіонат | Чемпіонат | Національний кубок | Національний кубок | Національний кубок | Континентальні кубки | Континентальні кубки | Континентальні кубки | Інші змагання | Інші змагання | Інші змагання | Усього | Усього |
| Сезон   | Команда           | Ліга      | Ігор      | Голів     | Ліга               | Ігор               | Голів              | Ліга                 | Ігор                 | Голів                | Ліга          | Ігор          | Голів         | Ігор   | Голів  |
| ------- | ----------------- | --------- | --------- | --------- | ------------------ | ------------------ | ------------------ | -------------------- | -------------------- | -------------------- | ------------- | ------------- | ------------- | ------ | ------ |
| 2016    | «Пантери» (Умань) | ВЛ        | 10        | 2         | 2                  | 0                  | —                  | —                    | —                    | —                    | —             | —             | —             | 12     | 2      |
| 2017    | «Пантери» (Умань) | ВЛ        | 7         | 1         | —                  | —                  | —                  | —                    | —                    | —                    | —             | —             | —             | 7      | 1      |
| 2017/18 | «Пантери» (Умань) | ВЛ        | 18        | 15        | 1                  | 1                  | —                  | —                    | —                    | —                    | —             | —             | —             | 19     | 16     |
| 2018/19 | «Пантери» (Умань) | ВЛ        | 17        | 3         | 1                  | 0                  | —                  | —                    | —                    | —                    | —             | —             | —             | 18     | 3      |
| 2019/20 | «Пантери» (Умань) | ВЛ        | 12        | 9         | 1                  | 11                 | —                  | —                    | —                    | —                    | —             | —             | —             | 13     | 20     |
| 2020/21 | «Пантери» (Умань) | ВЛ        | 14        | 14        | —                  | —                  | —                  | —                    | —                    | —                    | —             | —             | —             | 14     | 14     |
| 2021/22 | «Пантери» (Умань) | ВЛ        | 10        | 5         | 1                  | 0                  | —                  | —                    | —                    | —                    | —             | —             | —             | 11     | 5      |
| 2022/23 | «Пантери» (Умань) | ВЛ        | 18        | 9         | —                  | —                  | —                  | —                    | —                    | —                    | —             | —             | —             | 18     | 9      |

### Статистика виступів за збірні
У складі молодіжної збірної України (WU-19) провела 7 матчів, в яких відзначилася 4 голами:
| 01. | 14.03.2018 | «Чемпіон», Ірпінь               | Азербайджан  | 4—1 [Архівовано 6 березня 2019 у Wayback Machine.] | Товариський матч  | Україна    |     |    |  |
| 02. | 17.03.2018 | «Чемпіон», Ірпінь               | Азербайджан  | 1—1 [Архівовано 6 березня 2019 у Wayback Machine.] | Товариський матч  | Україна    |     |    |  |
| 03. | 26.06.2018 | «Ювілейний», Буча               | Білорусь     | 3—1 [Архівовано 6 березня 2019 у Wayback Machine.] | Товариський матч  | Україна    | 2   |    |  |
| 04. | 28.06.2018 | «Ювілейний», Буча               | Білорусь     | 2—1 [Архівовано 6 березня 2019 у Wayback Machine.] | Товариський матч  | Україна    |     |    |  |
| 05. | 02.10.2018 | «Маріямполе», Маріямполе        | Фарери       | 4—0 [Архівовано 6 березня 2019 у Wayback Machine.] | Відбір на ЧЄ-2019 | Литва      | 2   |    |  |
| 06. | 05.10.2018 | «Алітус», Алітус                | Литва        | 2—0 [Архівовано 7 березня 2019 у Wayback Machine.] | Відбір на ЧЄ-2019 | Литва      |     |    |  |
| 07. | 08.10.2018 | «Маріямполе», Маріямполе        | Ірландія     | 0—3 [Архівовано 7 березня 2019 у Wayback Machine.] | Відбір на ЧЄ-2019 | Литва      |     |    |  |
| 08. | 03.04.2019 | «АКА-Арена», Генефосс           | Данія        | 0—6                                                | Відбір на ЧЄ-2019 | Норвегія   | а/г |    |  |
| 09. | 06.04.2019 | «АКА-Арена», Генефосс           | Норвегія     | 1—7                                                | Відбір на ЧЄ-2019 | Норвегія   |     |    |  |
| 10. | 09.04.2019 | «АКА-Арена», Генефосс           | Пн. Ірландія | 4—2                                                | Відбір на ЧЄ-2019 | Норвегія   |     |    |  |
| 11. | 19.08.2019 | НФЦ, Буфтя                      | Румунія      | 6—2                                                | Товариський матч  | Румунія    | 2   | ЖК |  |
| 12. | 21.08.2019 | НФЦ, Буфтя                      | Румунія      | 3—1                                                | Товариський матч  | Румунія    | 1   |    |  |
| 13. | 02.10.2019 | «Зегерслоот», Алфен-ан-ден-Рейн | Ірландія     | 0—2                                                | Відбір на ЧЄ-2020 | Нідерланди |     | ЖК |  |
| 14. | 05.10.2019 | «Зегерслоот», Алфен-ан-ден-Рейн | Нідерланди   | 1—4                                                | Відбір на ЧЄ-2020 | Нідерланди |     |    |  |
| 15. | 08.10.2019 | «Зегерслоот», Алфен-ан-ден-Рейн | Чорногорія   | 3—2                                                | Відбір на ЧЄ-2020 | Нідерланди | 1   |    |  |

Примітка: результати збірної України подаються першими.

## Нагороди
Командні
- Чемпіонат України  з пляжного футболу:
  - чемпіонка — 2017 («Пантери»);
  - бронзоав призерка — 2018 («Пантери»).
- Чемпіонка України серед дівочих команд WU-17 — 2018 («Пантери»).

Індивідуальні
- «Найкращий молодий гравець України до 17 років» (2017).
- Символічна збірна найкращих 11 гравців у жіночому футболі «Футбольні зірки України» (2019).